# کیریفسک
شهر کیریفسک (به روسی: Киреевск) در کشور روسیه و در اوبلاست تولا واقع شده‌است.